# Wilhelmina Wylie
Wilhelmina Wylie (Sídney, Australia, 27 de junio de 1891-6 de julio de 1984) fue una nadadora de Australia especializada en pruebas de estilo libre, donde consiguió ser subcampeona olímpica en 1912 en los 100 metros.

## Carrera deportiva
En los Juegos Olímpicos de Estocolmo 1912 ganó la medalla de plata en los 100 metros estilo libre, con un tiempo de 1:25.4 segundos, tras su compatriota Fanny Durack (oro con 1:22.2 segundos) y por delante de la británica Jennie Fletcher.